# クロム銅ヒ素系木材保存剤
クロム銅ヒ素系木材保存剤（クロムどうヒそもくざいほぞんざい）は、人間にとって有害なシロアリから木造住宅を守るために使用されていた薬剤である。クロム (Cr)、銅 (Cu)、ヒ素 (As) を含み、クロム化ヒ酸銅（chromated copper arsenate）の頭文字を取ってCCA系木材保存剤とも呼ばれる。

## 歴史
1938年（昭和13年）に、アメリカでCCAによる木材の処理が発明される。戦後、国産の木材が高騰したことから、アメリカから2×4（ツーバイフォー）住宅が輸入されるようになり、耐湿性・耐蟻性に劣るベイツガ等の木材が大量に使われるようになった。これに伴い、木材保存剤を床下木材に使用する処理が普及しだす。また、アメリカ等でCCA処理された木材が国内で使われだした。
CCAが開発された当初は、CCAの成分は木材に強固に結合するため、毒性等の問題は無いと言われて来た。しかし、近年の研究で雨に濡れると徐々に溶け出し、周辺土壌等の環境を汚染したり、人体に触れると慢性毒性により健康被害が発生するリスクを指摘されるようになった。
国内では1996年（平成8年）から生産量が激減し、現在はほとんど使用されていない。

## 年譜
- 1938年（昭和13年） - アメリカでCCAによる木材の処理が発明された。
- 戦後 - 国産の木材が高騰し、米栂等の輸入木材が大量に普及した。これに伴い、クレオソート油等の木材保存剤による処理が普及した。また、アメリカ等でCCA処理された木材が輸入された。
- 1963年（昭和38年） - CCAの国産が始まる。
- 1996年（平成8年） - 水質汚濁防止法が改正され、ヒ素の排出基準が強化された。これに伴い、CCAの生産量が激減した。

## 問題
CCA系木材保存剤は発癌性のある六価クロム、ヒ素を含むため、これを使用したあとの大量の建築廃木材が重篤な環境汚染を引き起こすことが懸念されている。
国土交通省は建設リサイクル法基本方針で、CCAを含むおそれのある建築廃木材は分別した上で、適切に埋立て又は焼却することと指導している。
しかし、不十分な設備で安易に焼却処理を行うと昇華し易いヒ素化合物が排煙として飛散し、周辺地域土壌を汚染することが懸念されている。また、密閉の不十分な処理場に埋立てると周辺の土壌、水源を汚染する心配もある。

## CCA処理木材の処理方法
超臨界流体を用いた処理方法等が研究・開発されているが、経済性などに問題があり、未だ実用化には至っていない。

## CCA処理された建築廃木材の分別方法
CCA処理された建築廃木材は、それを含まない木材と分別し処理をする必要がある。その分別方法には以下のようなものがある。

### 目視
CCA処理された木材は、青緑に着色するため目視により分別できるとされている。しかし、建築後、シロアリ防除業者が定期的に防除処理を行うことがあるが、その際別の防蟻剤入り塗料を塗布することもある。また木材自体が経年劣化のため黒ずんでくるため目視のみによる分別は確実でない。

### 検出試薬
銅を検出する方法とクロムを検出する方法がある。なお、ヒ素については、化学分析では一度ヒ素化合物を気化させる必要があり、解体現場で簡便に検出するのは難しい（後述の分析機器による方法では可能）。また、試薬による判定は、全般的に後述の分析機器による方法に比べて数分から十数分を要し時間がかかるのが難点である。

#### 銅の検出
銅の検出試薬である「クロムアズロールS」を使用し、CCA処理された木材を青色に着色して判定する。詳細は、北海道立林産試験場ホームページ内に紹介されている。
しかし、この方法では、現行の銅系木材保存剤（ACQなど）も検出してしまうため検出方法としては不十分との意見もある。

#### 六価クロムの検出
六価クロムの検出試薬であるジフェニルカルバジド（IUPAC名 1,5-ジフェニルカルボノヒドラジド）を使用する。
まず廃木材に過酸化水素などの酸化剤を反応させ、経年劣化して生じた三価クロムを六価クロムに酸化させ、その後ジフェニルカルバジドを反応させて紫乃至ピンク色に発色させる。
この方法の難点は、ジフェニルカルバジドが非常に酸化劣化しやすく、事実上現場で試薬を調合する必要があり、実用性に乏しいことであった。尚、近年劣化の問題を克服した試薬も開発されてきている。

### 機器分析
近赤外線吸収法を用いた分析機器が実用化されている。この方法は、クロム、銅、ヒ素の3元素すべてを瞬時（2秒程度）で検出可能であり、信頼性が高いといわれている。
一方で、分析機器は試薬に比べると比較的高価であり、解体業者のうち中小零細企業は導入が難しいとの声もある。